# Armagnacchi
Gli Armagnacchi furono uno dei due partiti che si combatterono nella guerra civile della prima metà del XV secolo, in Francia, una fase del più vasto conflitto della Guerra dei cent'anni. I loro avversari furono i Borgognoni.
All'origine il conflitto opponeva il duca di Borgogna, Giovanni senza Paura, al duca d'Orléans, Luigi di Valois. A seguito della follia del re, Carlo VI, la Francia, dal 1393, fu governata da un consiglio di reggenza presieduto dalla regina Isabella. Essendo la regina una donna digiuna di politica, il membro più influente del consiglio era il duca di Borgogna (Filippo l’Ardito) che era anche lo zio del re, Carlo VI.

## Genesi del conflitto
Filippo l’Ardito morì nel 1404, e suo figlio, il nuovo duca di Borgogna, Giovanni senza Paura, nel consiglio di reggenza, ebbe un'influenza molto minore. Per contro, dopo la morte di Filippo l'Ardito, il fratello del re, Luigi d'Orléans (sembra che fosse diventato l'amante della regina), era divenuto membro molto influente del consiglio di reggenza. Luigi d'Orléans, oltre a contrastare Giovanni senza Paura, impedendogli di realizzare una continuità territoriale tra le Fiandre e la Borgogna, in accordo con la regina, applicò una nuova imposta, per rimettere ordine alle finanze del regno. Giovanni senza Paura rifiutò la nuova tassa per i suoi territori e, nel 1405, si presentò in armi a Parigi, mettendo in fuga Luigi d'Orléans e la regina. Dopo due mesi, anche perché erano riprese le ostilità con gli Inglesi, il duca di Borgogna e Luigi d'Orléans si riappacificarono e alla fine del 1406 entrambi svolsero due campagne militari, Luigi in Guienna e Giovanni a Calais, accusandosi a vicenda di aver danneggiato la propria iniziativa.
Nel 1407 il duca d'Orléans, mentre stava tornando a casa, dopo una visita alla regina, fu ucciso da una banda di armati. Le investigazioni del prevosto di Parigi giunsero alla verità e Giovanni senza Paura confessò di essere stato il mandante. Il duca di Borgogna fu biasimato da tutti (incluso il consiglio di reggenza, che prometteva di perseguire il colpevole), ma non fu preso alcun provvedimento; anzi, ogniqualvolta il duca di Borgogna si presentava a Parigi era accolto con tutti gli onori, nonostante la vedova di Luigi, Valentina Visconti, ne chiedesse una esemplare punizione.
Il successore di Luigi fu il figlio, Carlo, che, raccolto intorno a sé diversi nobili, detti orleanisti, dovette accettare un'umiliante riconciliazione, nel marzo 1409. Nel 1410, Carlo, in seconde nozze, sposò Bona d'Armagnac, la figlia del conte d'Armagnac, Bernardo VII, che portò ad una alleanza tra i partigiani del duca d'Orléans ed i conti d'Armagnac, sotto la guida del conte d'Armagnac, e dato che la lega aveva nelle sue file molti cavalieri guasconi, il partito fu detto degli Armagnacchi, mentre la fazione opposta che si strinse intorno al duca di Borgogna fu detta dei Borgognoni. A partire da quel momento il regno di Francia fu dilaniato dalla lotte delle due fazioni.

## Fine degli Armagnacchi
Alla fine della guerra civile (trattato d'Arras del 1435), il partito degli Armagnacchi non ebbe più ragione d'esistere e si dissolse. I mercenari, che erano stati ingaggiati continuarono a razziare città e campagne, soprattutto nella Francia orientale, dove furono chiamati Écorcheurs, ma anche Armagnacchi.

## Principali Armagnacchi
- Luigi d'Orléans duca d'Orléans
- Bernardo VII d'Armagnac, conte d'Armagnac
- Luigi I di Borbone-Vendôme (13.. † 1446), conte di Vendôme (1393-1446)
- Arnaldo Guglielmo di Barbazan
- Bernardo di Saint-Mont (1375?-1419), barone di Saint-Mont